# آرتیسان اینترتیمنت
آرتیسان اینترتیمنت (انگلیسی: Artisan Entertainment) یک شرکت فیلم‌سازی در ایالات متحده آمریکا بوده است.
این شرکت که در زمینه رسانه خانگی و سینما فعالیت می‌کرده در سال ۱۹۹۸ با نام فعلی (بنیان‌گذاری اولیه ۱۹۸۰) تأسیس و در سال ۲۰۰۴ منحل شده است.

## فیلم‌شناسی
با نام لایو اینترتیمنت
- Trees Lounge (۱۹۹۶)
- ورود (۱۹۹۶)
- The Substitute (۱۹۹۶)
- Phat Beach (۱۹۹۶)
- چشمانت را باز کن (۱۹۹۷)
- رقص کثیف: 10th Anniversary Edition (۱۹۹۷)
- Hotel de Love (۱۹۹۷)
- مراقبت‌های ویژه (۱۹۹۷)
- ارباب آرزوها (۱۹۹۷)
- Caught Up (۱۹۹۸)
- Suicide Kings (۱۹۹۸)

با نام آرتیسان اینترتیمنت
- پی (۱۹۹۸)
- نیمه‌شب ماندگار (۱۹۹۸)
- Belly (۱۹۹۸)
- Ringmaster (۱۹۹۸)
- گوست‌داگ: سلوک سامورایی (۱۹۹۹)
- پروژه جادوگر بلر (۱۹۹۹)
- The Breaks (۱۹۹۹)
- مضحک (۱۹۹۹)
- Grizzly Falls (۱۹۹۹)
- آوای ارواح (۱۹۹۹)
- کتاب سایه‌ها: جادوگر بلر ۲ (۲۰۰۰)
- سیسیل بی دیوانه (۲۰۰۰)
- دکتر تی و زنان (۲۰۰۰)
- مرثیه‌ای بر یک رؤیا (۲۰۰۰)
- راه اسلحه (۲۰۰۰)
- وحشت (۲۰۰۰)
- Nobody's Baby (۲۰۰۱)
- R Xmas (۲۰۰۱)
- ساخته‌شده (۲۰۰۱)
- Startup.com (۲۰۰۱)
- بازماندگان روح (۲۰۰۱)
- نووکائین (۲۰۰۱)
- Sins of the Father (۲۰۰۲)
- Jonah: A VeggieTales Movie (۲۰۰۲)
- ون وایلدر (۲۰۰۲)
- سفری با قایق (۲۰۰۳)
- Final Examination (۲۰۰۳)
- Step into Liquid (۲۰۰۳)
- House of the Dead (۲۰۰۳)
- رقص کثیف: شب‌های هاوانا (۲۰۰۴)
- مجازاتگر (۲۰۰۴)